# 신카와 유아
신카와 유아(일본어: 新川 優愛, 1993년 12월 28일 ~ )는 일본의 여배우, 패션 모델이다.
사이타마현 출신. 극단 토하이 T-PROJECT 소속.

## 내력
초등학교 6학년 때 사무소 입소.
2008년, 《장남의 결혼》으로 드라마 첫 출연.
2010년 6월, 《순간 반짝임》으로 영화 첫 출연. 7월, 미스 매거진 2010 그랑프리 수상.
2011년 8월, 미스 세븐틴 2011에 선택된다.
2013년 10월 30일, 《충격 고우라이간!!》 엔딩 삽입곡 〈de-light〉로 가수 데뷔.
2015년 5월, 2015년 6월호로 Seventeen 전속 모델을 졸업하는 것이 발표되었다. 5월 20일, 자신의 블로그에서 6월에 발매되는 non-no 2015년 8월호부터 non-no 전속 모델을 맡는 것을 공표했다.

## 출연

### 드라마
- 장남의 결혼 (2008년 2월 3일, TV 아사히) - 오오야마 아키 역
- 뜨거워! 고양이 계곡!! (2010년 10월 8일 ~ 12월 24일, 나고야 TV) - 세자키 쇼 역
- 혼자가 아니야 (2011년 1월 8일 ~ 2월 6일, BS 후지) - 타치바나 나미 역
- 내일의 빛을 잡고 2 (2011년 7월 4일 ~ 9월 2일, 토카이 TV) - 사사키 모에코 역
  - 내일의 빛을 잡고-2013 여름- (2013년 7월 1일 ~ 8월 30일)
- 나의 하늘 형사 편 제5화 (2011년 11월 13일, TV 아사히) - 이쥬인 아리사 역
- 도시 전설의 여자 제4화 (2012년 5월 4일, TV 아사히) - 토야마 리사 역
- ATARU CASE06 (2012년 5월 20일, TBS) - 납치되는 여자 아이 역
- 파파돌! 제5 ~ 6화 (2012년 5월 24일 ~ 31일, TBS) - 치에미 역
- GTO (2012년 7월 3일 ~ 9월 11일, 칸사이 TV) - 우에하라 안코 역
  - 가을 스페셜 (2012년 10월 2일)
  - 정월 스페셜 (2013년 1월 2일)
  - 졸업 스페셜 (2013년 4월 2일)
- 특명전대 고버스터즈 Mission41 (2012년 12월 2일, TV 아사히) - 사오토메 레이카/괴도 핑크버스터 역
- 35세의 고교생 (2013년 4월 13일 ~ 6월 22일, TV 아사히) - 쿠도 미츠키 역
- 정말로 있었던 무서운 이야기 여름 특별편 2013 〈여고 대 패닉〉 (2013년 8월 17일, 후지 TV) - 타케우치 아리사 역
- 충격 고우라이간!! (2013년 10월 4일 ~ 12월 27일, TV 도쿄) - 사카이 히토미 역
- 인생 놀이 (2013년 12월 22일, 후지 TV) - 사토미 역
- 밤의 선생님 (2014년 1월 17일 ~ 3월 21일, TBS) - 타치바나 카에데 역
- 형사 (2014년 3월 26일, TV 도쿄) - 아키바 미야코 역
- 수구 양키스 (2014년 7월 12일 ~ 9월 20일, 후지 TV) - 후지사키 레이 역
- 시나노의 콜롬보 사건 파일 2 (2014년 11월 24일, TBS) - 노야 유코 역
- 오오에도 수사망 2015~은밀 동심, 악을 베다! (2015년 1월 2일, TV 도쿄)
- 쩐의 전쟁 (2015년 1월 6일 ~ 3월 17일, 칸사이 TV) - 마도카 아카네 역
- 결혼에 가장 가깝고 먼 여자 (2015년 3월 6일, 닛폰 TV) - 스도 유리 역
- 리스크의 신 (2015년 7월 8일 ~ 9월 16일, 후지 TV) - 호죠 치나미 역
- 사랑하는 사이 (2015년 7월 20일 ~ 9월 14일, 후지 TV) - 사와다 카즈하 역
- 청춘 탐정 하루야 (2015년 10월 15일 ~ 12월 24일, 요미우리 TV·닛폰 TV) - 노우미 미우 역
- 코이와 청춘 이야기~너와 있었던 거리~ (2015년 11월 22일, 닛폰 TV) - 아카네 역
- 장인어른이라고 부르게 해줘 (2016년 1월 19일 ~ 3월 15일, 칸사이 TV) - 하나자와 마리노 역
- 그·라·메!~총리의 요리사~ (2016년 7월 ~ 9월, TV 아사히) - 타치바나 유코 역
- IQ246~화려한 사건부~ (2016년 10월 ~ 12월, TBS) - 호몬지 히토미 역

### 영화
- 순간 반짝임 (2010년 6월 19일, SDP) - 키리노 마키코(고교 시절) 역
- 가라! 남고 연극부 (2011년 8월 6일, 쇼게이트) - 카츠라기 마이 역
- 오늘, 사랑을 시작합니다 (2012년 12월 8일, 토호) - 히비노 사쿠라 역
- 아오하라이드 (2014년 12월 13일, 토호) - 무라오 슈코 역
- 전원, 짝사랑 〈거짓말쟁이의 사랑〉 (2016년 7월 2일, 토에이) - 주연·마나 역
- 철벽선생 (2018년)

### 무대
- 앨리스 인 데들리 스쿨 (2010년 10월 4일 ~ 17일, 릿코카이 홀)
- 그림의 숲 (2011년 4월 23일, 시네마트 롯폰기)
- 오니키리히메-제2장-다가올 날 (2013년 11월 13일 ~ 17일, 덴쇼 홀) - 주연·칸자키 아이 역
- 극단 토하이 50주년 기념 공연 무겐 공방 《법정의 총성》 (2014년 11월 21일 ~ 24일, 시어터 1010) - 사라 존슨 역
- TAKE FIVE2 (2016년 5월, 아카사카 ACT 시어터)

### 라디오
- DJ Tomoaki's Radio Show! (2010년 9월 9일, 시모키타 FM) - 게스트 출연
- IBC 라디오 채리티 뮤직송 (2010년 12월 24일 ~ 25일, IBC 이와테 방송)

### CM
- 오츠카 제약 오로나민C 드링크 (2007년 6월 15일 ~ )
- 아사히 푸드 & 헬스케어 MINTIA (2010년 3월 ~ 2011년 3월) - 민티아 걸즈 사이타마 현 대표
- 극단 토하이 신인 탤런트 오디션 (2010년 8월 25일 ~ )
- 코단샤 주간 소년 매거진 (2010년 11월 ~ )
- 리크루트 타운워크 (2014년 1월 ~ )
- 야마자키 제빵 마루고토 바나나 (2014년 11월 ~ )
- 로토제약 스킨 애쿼 (2016년)
- 호유 뷰티라보 휩 헤어 컬러 (2016년 2월 ~ ) - 패키지 모델 겸임
- 유니참 (2016년 4월 25일 ~ )
  - 소피 에어 fit 슬림 〈공중 보행 편〉
  - 소피 초 숙면 극상 피트 〈졸업하자 편〉
- 켄터키 〈Krushers 신 플레이버〉 (2016년 7월 1일 ~ )

### 광고
- Z-KAI 도쿄 대학 마스터 코스 통신 교육 팸플릿 (2009년 ~ 2010년)
- 코지 본포 아이 토크 이미지 걸 (2011년 ~ 2012년)
- 모모타니 쥰텐관 명색 화장품 (2013년 ~ )
- 정부 홍보 내각관방 〈저녁 활동〉 (2015년 6월 ~ )
- Wscale 컬러 콘택트 LaPur 이미지 모델 (2015년 12월 ~ )

## 작품

### DVD
- 미스 매거진 2010 신카와 유아 (2010년 8월 25일, VAP)

### 싱글 CD
|           | 발매일           | 타이틀    | 최고 순위 | 판매 형태 | 레코드 No:  | 형태      |
| avex trax | avex trax        | avex trax | avex trax | avex trax | avex trax   | avex trax |
| --------- | ---------------- | --------- | --------- | --------- | ----------- | --------- |
| 1         | 2013년 10월 30일 | de-light  | 45위      | CD        | AVCD-48783B | 통상반    |

## 서적

### 잡지
- Seventeen (2011년 10월호 ~ 2015년 6월호) - 전속 모델
- non-no (2015년 8월호 ~ ) - 전속 모델

### 캘린더
- 신카와 유아 2012 캘린더 (2011년 10월 26일, TRY-X)
- 신카와 유아 2013 캘린더 (2012년 10월 31일, TRY-X)
- 신카와 유아 2014 캘린더 (2013년 10월 30일, TRY-X)
- 신카와 유아 캘린더 2015 (2014년 11월 10일, 도쿄 뉴스 통신사)
- 신카와 유아 캘린더 2016 벽걸이 B2 (2015년, TRY-X)

### 포토 북
- yua friend (2016년 11월 2일)